# Samorząd terytorialny we Włoszech
Samorząd terytorialny we Włoszech – struktura samorządu terytorialnego zorganizowana we Włoszech.

## Struktura państwa
Republika Włoska jest podzielona na 20 regionów. Są to:
- Regiony zwykłe ze statutami zwykłymi,
- Regiony autonomiczne o statutach specjalnych:
  - Sardynia
  - Sycylia
  - Valle d’Aosta
  - Trydent-Górna Adyga
  - Friuli – Wenecja Julijska.

Struktura terytorialna państwa uległa dużym zmianom w ustawie konstytucyjnej nr 3 z dnia 18.10.2001 r., która zwiększyła autonomię regionalną tak regionów ze statutem zwykłym, jak i regionów o statucie specjalnym. Republika Włoska posiada strukturę państwa regionalnego, co widać na skutek nowelizacji Tytułu V Konstytucji, opartego na szerokiej autonomii regionów o charakterze politycznym, ustawodawczym, administracyjnym i finansowym.

### Autonomia
Zasada autonomii regionalnej jest wyrażona w art. 5 Konstytucji Republiki Włoskiej. Artykuł ten stanowi, że „Republika, jedna i niepodzielna, uznaje i popiera autonomie lokalne, urzeczywistnia w służbie państwowej jak najszerszą decentralizację administracyjną, przystosowuje zasady i metody swego ustawodawstwa do wymogów autonomii i decentralizacji”.
Charakter autonomiczny posiadają w szczególności regiony, a także prowincje, gminy i miasta metropolitalne.

### Decentralizacja
Decentralizacja to nic innego, jak forma organizacji administracji, w której centralne państwo przekazuje zadania innym podmiotom, które je realizują dzięki pomocy własnych organów. Podmioty te są samodzielne, a także niezależne w realizacji powierzonych im zadań na podstawie gwarancji ustawowych. Ich należność ograniczana jest nadzorem państwa, które ma za zadanie stać na straży prawidłowego wykonywania powyższych zadań.
Decentralizacja to także forma udziału obywateli w sprawowaniu władzy i budowaniu demokracji obywatelskiej.

## Podział Republiki
Republika Włoska dzieli się na:
- Regiony
- Prowincje
- Gminy.

Organami regionu są:
- Rada Regionalna
- Giunta – zarząd regionu
- Prezydent regionu – przewodniczący Rady Regionalnej[5].

### Rada Regionalna
Rada Regionalna jest najwyżej usytuowanym organem władzy w regionie, wybieranym w wyborach powszechnych, bezpośrednich, równych, wolnych oraz w głosowaniu tajnym na 5-letnią kadencję. Rada wykonuje władzę ustawodawczą przyznaną regionowi, a także inne funkcje powierzone Radzie przez Konstytucję i ustawy, oraz może przedstawiać własne projekty ustaw Parlamentowi.
Rada Regionalna składa się z:
- 80 członków w regionach powyżej 6 milionów mieszkańców
- 60 członków w regionach powyżej 4 milionów mieszkańców
- 50 członków w regionach powyżej 3 milionów mieszkańców
- 40 członków w regionach powyżej 1 miliona mieszkańców
- 30 członków w pozostałych regionach.

### Giunta
Organem wykonawczym jest zarząd regionu, czyli Giunta. Obecnie przewodniczący zarządu wybiera pozostałych jego członków zwanych asesorami spośród członków rady regionalnej. Decyzję dotyczącą liczby członków zarządu podejmuje jego przewodniczący, stosując się do wartości minimalnych oraz maksymalnych przewidzianych w statucie. Zarząd posiada kompetencje wykonawcze i administracyjne, dysponuje również inicjatywą ustawodawczą. Jego głównym zadaniem jest wykonywanie decyzji rady. Przewodniczący zarządu reprezentuje region na zewnątrz, kieruje polityką zarządu i jest za nią odpowiedzialny, wydaje regulaminy regionalne, kieruje wykonywaniem funkcji administracyjnych powierzonych przez państwo, a także promulguje ustawy.

#### Gminy i prowincje

##### Organy gmin i prowincji
- Rada
- Zarząd
- Syndyk lub prezydent prowincji[8].

Rada gminy składa się z:
- Syndyka,
- 60 członków w gminach powyżej 1 miliona mieszkańców
- 50 członków w gminach powyżej 500 000 mieszkańców
- 46 członków w gminach powyżej 250 000 mieszkańców
- 40 członków w gminach powyżej 100 000 mieszkańców lub w gminach o mniejszej liczbie mieszkańców, jednak będących siedzibą prowincji
- 30 członków w gminach powyżej 30 000 mieszkańców
- 20 członków w gminach powyżej 10 000 mieszkańców
- 16 członków w gminach powyżej 3000 mieszkańców
- 12 członków w pozostałych gminach.

Rada prowincji składa się z:
- Prezydenta
- 45 członków w prowincjach powyżej 1,4 miliona mieszkańców
- 36 członków w prowincjach powyżej 700 000 mieszkańców
- 30 członków w prowincjach powyżej 300 000 mieszkańców
- 24 członków w pozostałych prowincjach.

Syndyk oraz prezydent prowincji wybierani są przez ich mieszkańców w wyborach powszechnych i bezpośrednich

#### Miasta metropolitalne
Poza gminami i prowincjami, jak również ich organami, za jednostki samorządu lokalnego uznaje się również miasta metropolitalne, wspólnoty górskie i wyspiarskie, a także związki gmin.

##### Obszary metropolitalne
- Turyn
- Mediolan
- Wenecja
- Bolonia
- Florencja
- Rzym
- Bari
- Neapol

Regiony o statucie specjalnym mogą przewidzieć ustanowienie innych miast i obszarów metropolitalnych. Na obszarach metropolitalnych zgodnie z art. 23 dekretu, mogą być tworzone miasta metropolitalne.